# Калашников Михайло Тимофійович

Конструктор Михайло Калашников (1949)

Михайло Тимофійович Калашников (10 листопада 1919, Курья, Алтайська губернія — 23 грудня 2013, Іжевськ) — конструктор стрілецької зброї в СРСР та Росії, доктор технічних наук, генерал-лейтенант, Герой Російської Федерації, двічі Герой Соціалістичної Праці, лауреат Сталінської та Ленінської премій, кавалер ордена святого апостола Андрія Первозванного. Депутат Верховної ради СРСР 3—4-го та 7—11-го скликань (1950—1958 і 1966—1989 роки). Член Спілки письменників Росії.

## Життєпис
Народився в селі Курья Алтайського краю. Він був сімнадцятою дитиною в багатодітній селянській сім'ї, в якій народилося дев'ятнадцять дітей, а вижило всього лише вісім із них.
Згадує Калашников. — А коли мені було 6 років, мало не помер. Я вже перестав дихати: батьки піднесли до носа курячу пір'їнку — вона не ворухнулася. Покликали теслю, аби заміряв мій ріст і зробили труну. Але тільки він почав орудувати сокирою, як я став одразу подавати ознаки життя.
В 1930 році сім'я його батька — Тимофія Олександровича Калашникова, що була визнана куркулями, була вислана із Алтайського краю в Томську область, селище Нижня Мохова. Із дитячих років молодий інженер захоплювався технікою, із цікавістю вивчавши пристрої та принципи роботи різних механізмів. В школі захоплювався фізикою, геометрією і літературою. По закінченні сьомого класу із дозволу батьків повернувся на Алтай, в Курью, але влаштуватися на роботу там таки не зміг. Провчившись там ще рік, вирішив повернутися до матері та вітчима в Сибір, де, підправивши дату народження в документах, отримав паспорт. Через декілька місяців, після повторного повернення в Курью, вперше познайомився із механізмом зброї, розібравши пістолет Браунінг. У 18 років покинув рідне село і переїхав в Казахстан, де з 1936 року почав працювати обліковцем у депо станції Матай Туркестано-Сибірської залізниці. Потім працював у політичному відділі 3-го відділення Туркестано-Сибірської залізниці.
Восени 1938 року був призваний на службу в армію в Київській військовий округ. Після курсу молодших командирів отримав спеціальність танкіста і служив у 12-й танковій дивізії 8-го механізованого корпусу 26-ї армії м.Стрий (Західна Україна). 
Без технічної освіти, усього з дев'ятьма класами за плечима, перший свій винахід 20-річний Михайло Калашников створив 1939-го у Стрию.
Після курсу молодших командирів Михайло став механіком–водієм танка.
Саме тоді розробив інерційний лічильник обліку пострілу танкової гармати, потім виготовив спеціальний пристрій до пістолета ТТ для стрільби з нього через щілини в башті танка, створив прилад для обліку моторесурсу танкового двигуна.
1. biblio2024

Останній винахід був достатньо визначний, про, що свідчить той факт, що Калашников був викликаний для доповіді про нього до командуючого Київським військовим округом генералом армії Жуковим Георгієм Костянтиновичем. Після бесіди із командуючим направляється в Київське танкове технічне училище для виготовлення якісних зразків, а після завершення випробовувань в Москву для порівняльних випробовувань, а далі на Ленінградський завод імені Ворошилова, для доопрацювання і серійного запуску.
Німецько-радянську війну розпочав в серпні 1941 року молодим командиром танка в званні старшого сержанта, і в жовтні під Брянськом був тяжко поранений. В госпіталі по-справжньому загорівся ідеєю створення свого зразка автоматичної зброї. Розпочав робити нариси та креслення, зіставляючи і аналізуючи власні враження про бої, думки товаришів по зброї. Пригодилися також поради одного лейтенанта-десантника, який до війни працював у Науково-дослідницькому інституті, що добре розбирався в системах стрілецької зброї та історії її створення.
За направленням лікарів був спрямований на доліковування в шестимісячну відпустку. Повернувшись в Матай, за допомогою спеціалістів депо через три місяці створив експериментальний зразок своєї першої моделі пістолет-кулемета. Із Матая відряджений в Алма-Ату, де виготовив сучасніший зразок в навчальних майстернях Московського авіаційного інституту, евакуйованого в столицю Казахстану. Пізніше зразок був представлений розташованому в той час в Самарканді начальнику Військово-інженерна академія ім. Ф. Е. Дзержинського Благонравову Анатолію Аркадійовичу — видатному ученому в галузі стрілецької зброї.
Хоча відгук Благонравова був в загальному негативним, але він відзначив оригінальність та цікавість розробки і рекомендував відправити старшого сержанта Калашникова для подальшого навчання. Пізніше пістолет-кулемет Калашникова був представлений в Головне Артилерійське управління. Відзначивши деякий брак і в цілому вдалу конструкцію, спеціалісти ДАУ не рекомендували приймати ПК Калашникова на озброєння по технологічним причинам. Висновок говорив:
|  | Пістолет-кулемет Калашникова для виготовлення складніший і дорожчий, ніж ППШ-41 і ППС, і потребує застосування дефіцитних і повільних фрезерувальних робіт. Тому, незважаючи на багато привабливих характеристик (мала вага, мала довжина, наявність одиничної стрільби, вдале сполучення перебивача і запобіжника, компактний шомпол та інше), в даному вигляді собою промислового зацікавлення не представляє. |

Із 1942 року Калашников працює на Центральному науково-дослідницькому полігоні стрілецького озброєння Головного Артилерійського управління. Тут у 1944 у він створив дослідний зразок самозарядного карабіна, який, хоча й серійно не вироблявся, частково послужив прототипом для створення автомата. З 1945 року Михайло Тимофійович Калашников розпочав розробку автоматичної зброї під проміжний патрон 7,62 × 39 зразків 1943 року. Автомат Калашникова переміг у конкурсі 1947 року і був прийнятий на озброєння. Під час розробки познайомився зі своєю майбутньою дружиною — кресляркою Катериною Мойсеєвою.
В 1948 році за приписом Головного маршала артилерії М. М. Воронова Михайло Тимофійович Калашников був направлений на Іжевський мотозавод для авторської участі у створенні технічної документації та організації виготовлення першої дослідної партії свого автомата «АК-47». До 20 травня 1949 року завдання було виконано: 1500 автоматів, виготовлених на мотозаводі, успішно пройшли військові випробування і були прийняті на озброєння Радянською Армією.
Згодом на Іжевському машинобудівному заводі, на базі конструкції АК-47 під особистим керівництвом Калашникова розроблено десятки дослідних зразків автоматичної стрілецької зброї, проте сам Калашников через часте відвідування тиру і полігонних стрільб порушив слух, який не вдалося відновити навіть за допомогою сучасної медицини. Член КПРС з 1952 року.
В 1971 році у сукупності за дослідницько-конструкторські роботи та винаходи Калашникову присвоєно вчений ступінь доктора технічних наук. Він був академіком 16 різних російських і зарубіжних академій.
Конструктор мав 35 авторських свідоцтв на винаходи.
В 1969 році Михайлу Тимофійовичу Калашникову було присвоєно військове звання полковника, в 1994 р. військове звання генерал-майора, в 1999 рік військове звання генерал-лейтенанта.
З інтерв'ю: "Не було б Другої світової, я не винайшов би зброю, якою користуються терористи всього світу. Краще я створив би машину, корисну людям. Наприклад, газонокосарку." - розповідає Михайло.
В інтерв'ю тижневику «Новий Погляд» (2011) Нікас Сафронов відзначив:
|  | У всьому світі знають Росію за чотирма символам: горілка, матрьошка, ікра і Калашников ... Він живе дуже скромно, на третьому поверсі без ліфта, з жінкою, яка за ним доглядає. Але сама країна теж недоотримала, тому що за безцінь продавала ліцензії на виготовлення автомата Калашникова. |